# Hudson Fasching
Hudson Fasching, född 28 juli 1995, är en amerikansk professionell ishockeyspelare som spelar för Arizona Coyotes i NHL. 
Han har tidigare spelat för Buffalo Sabres och på lägre nivåer för Minnesota Golden Gophers (University of Minnesota) i NCAA och Team USA i USHL.
Fasching draftades i fjärde rundan i 2013 års draft av Los Angeles Kings som 118:e spelare totalt.
Den 14 juni 2018 blev han tradad till Arizona Coyotes i utbyte mot Brandon Hickey och Mike Sislo.

## Statistik
| 2009–2010   | Apple Valley High        |             | 31  | 24 | 18 | 42 | 12 | 6 | 4 | 2 | 6 | 0 |
| 2010–2011   | Apple Valley High        |             | 28  | 18 | 32 | 50 | 16 | 3 | 2 | 3 | 5 | 2 |
|             | Team Southeast           |             | 18  | 7  | 8  | 15 | 12 | — | — | — | — | — |
| 2011–2012   | Team USA                 | USHL        | 37  | 7  | 14 | 21 | 38 | 1 | 1 | 1 | 2 | 2 |
|             | U.S. National U17 Team   |             | 54  | 16 | 20 | 69 | 52 | — | — | — | — | — |
|             | U.S. National U18 Team   |             | 1   | 0  | 0  | 0  | 0  | — | — | — | — | — |
| 2012–2013   | Team USA                 | USHL        | 25  | 4  | 7  | 11 | 8  | — | — | — | — | — |
|             | U.S. National U18 Team   |             | 65  | 11 | 25 | 36 | 58 | — | — | — | — | — |
| 2013–2014   | Minnesota Golden Gophers | NCAA        | 40  | 14 | 16 | 30 | 22 | — | — | — | — | — |
| 2014–2015   | Minnesota Golden Gophers | NCAA        | 38  | 12 | 14 | 26 | 24 | — | — | — | — | — |
| 2015–2016   | Buffalo Sabres           | NHL         | 7   | 1  | 1  | 2  | 4  | — | — | — | — | — |
|             | Minnesota Golden Gophers | NCAA        | 37  | 20 | 18 | 38 | 16 | — | — | — | — | — |
| 2016–2017   | Buffalo Sabres           | NHL         | 10  | 0  | 1  | 1  | 2  | — | — | — | — | — |
|             | Rochester Americans      | AHL         | 34  | 7  | 4  | 11 | 8  | — | — | — | — | — |
| 2017–2018   | Buffalo Sabres           | NHL         | 5   | 0  | 0  | 0  | 2  | — | — | — | — | — |
|             | Rochester Americans      | AHL         | 69  | 12 | 18 | 30 | 40 | 1 | 0 | 0 | 0 | 0 |
| 2018–2019   | Arizona Coyotes          | NHL         | —   | —  | —  | —  | —  | — | — | — | — | — |
| NHL totalt  | NHL totalt               | NHL totalt  | 22  | 1  | 2  | 3  | 8  | — | — | — | — | — |
| AHL totalt  | AHL totalt               | AHL totalt  | 103 | 19 | 22 | 41 | 48 | 1 | 0 | 0 | 0 | 0 |
| NCAA totalt | NCAA totalt              | NCAA totalt | 115 | 46 | 48 | 94 | 62 | — | — | — | — | — |
| USHL totalt | USHL totalt              | USHL totalt | 62  | 11 | 21 | 32 | 46 | 1 | 1 | 1 | 2 | 2 |